# Perspektywa geometryczna
Perspektywa geometryczna polega na tym, że przedmioty dalsze mają na zdjęciu mniejsze rozmiary od przedmiotów bliższych.
Perspektywa powietrzna powoduje, że dalsze przedmioty są bardziej zamglone, mniej kontrastowe od bliższych. Gdy jeden element obrazu umiejscowimy bliżej aparatu, inny zaś dalej, porównując ich wielkość, otrzymuje się wrażenie przestrzeni.
Przedmiot znajdujący się najbliżej aparatu nie musi być tematem głównym zdjęcia, i najczęściej nie jest. Przedmiot pierwszoplanowy będzie służył wówczas jedynie do uzyskania wrażenia przestrzeni. Pierwszym planem może być np. przedmiot martwy, zwierzę, człowiek.
Pierwszy plan nie powinien odciągać uwagi i zasłaniać tematu głównego. Dlatego należy do tego celu wybierać przedmioty stosunkowo mało urozmaicone albo ażurowe, np. gałęzie, rzadkie liście czy krata.